# Horster Mühle (Heinsberg)
Die Horster Mühle war eine Wassermühle an der Jungen Wurm in der Stadt Heinsberg im nordrhein-westfälischen Kreis Heinsberg im Regierungsbezirk Köln.

## Geographie
Die Horster Mühle hatte ihren Standort an der Mühlenteichstraße 9 im Heinsberger Stadtteil Horst (Heinsberg). Das Grundstück, auf dem das Mühlengebäude stand, hat eine Höhe von ca. 50 m über NN. Der Mühle vorgelagert war ein Mühlenteich. Oberhalb stand die Brünkers Mühle in Randerath, unterhalb ist der Standort der Talmühle in Dremmen.

## Gewässer
Die Junge Wurm war ein weitestgehend parallel zur Wurm verlaufendes Gewässer. Die Abzweigstelle von der Wurm befand sich im Geilenkirchener Stadtteil Nirm auf einer Höhe von 54 m über NHN. Von dort floss die Junge Wurm in nordnordwestlicher Richtung durch die Ortsgebiete von Randerath, Horst, Porselen, Dremmen, Grebben, Heinsberg und Kempen, wo sie in nordöstlicher Richtung in die Rur mündet. Westlich von Kempen spaltet sich aus der Jungen Wurm an einem Teilungswehr ein „Mühlenbach“ genannter Abzweig ab, der entlang des Ortes Karken fließt und vor der Wolfhager Mühle sich mit dem Schaafbach vereinigt. Wenige Kilometer später mündet dieses Gewässer nach der Überquerung der deutsch-niederländischen Grenze südlich von Vlodrop auf einer Höhe von 29 m über NHN ebenfalls in die Rur. In den 1940er-Jahren wurde die Junge Wurm im südlichen Verlauf verfüllt und im nördlichen Bereich begradigt und verlegt, was die endgültige Stilllegung der meisten der rund 15 Mühlen entlang des Mühlenkanals zur Folge hatte.

## Geschichte
Die landesherrliche Mühle zu Horst gehörte zum dortigen Fronhof, der schon 1372 benannt ist. Die erste Erwähnung der Mühle ist in einer Urkunde von 1492 zu finden. Sie war eine Mahlmühle und mit einem Mahlzwang für die Orte Horst, Porselen und Teile von Randerath ausgestattet. In der Zeit von 1500 bis ins 18. Jahrhundert hinein gehörte zur Horster Mühle auch noch eine Waidmühle, in der aus zermahlenen Blättern der Waidpflanzen eine blaue Farbe zur Textilfärbung gewonnen wurde. Mit der Einfuhr von Indigo im 17./18. Jahrhundert wurde der Waidanbau eingestellt. Um 1800 übernahm die Familie Lambertz die Horster Mühle. 1958 wurde nach der Umleitung der Jungen Wurm der Mahlbetrieb eingestellt.

## Galerie

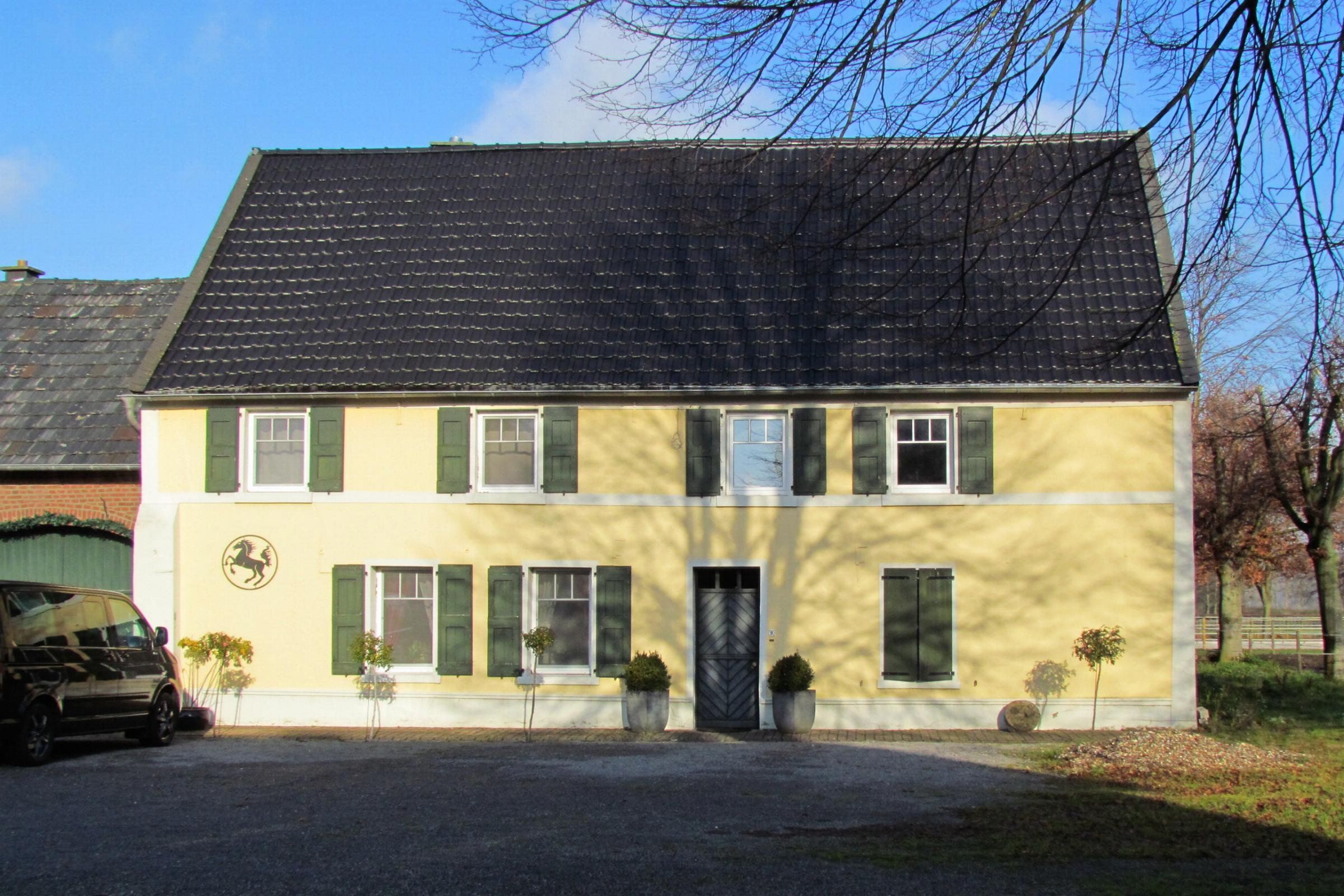
Horster Mühle, heute ein Wohnhaus
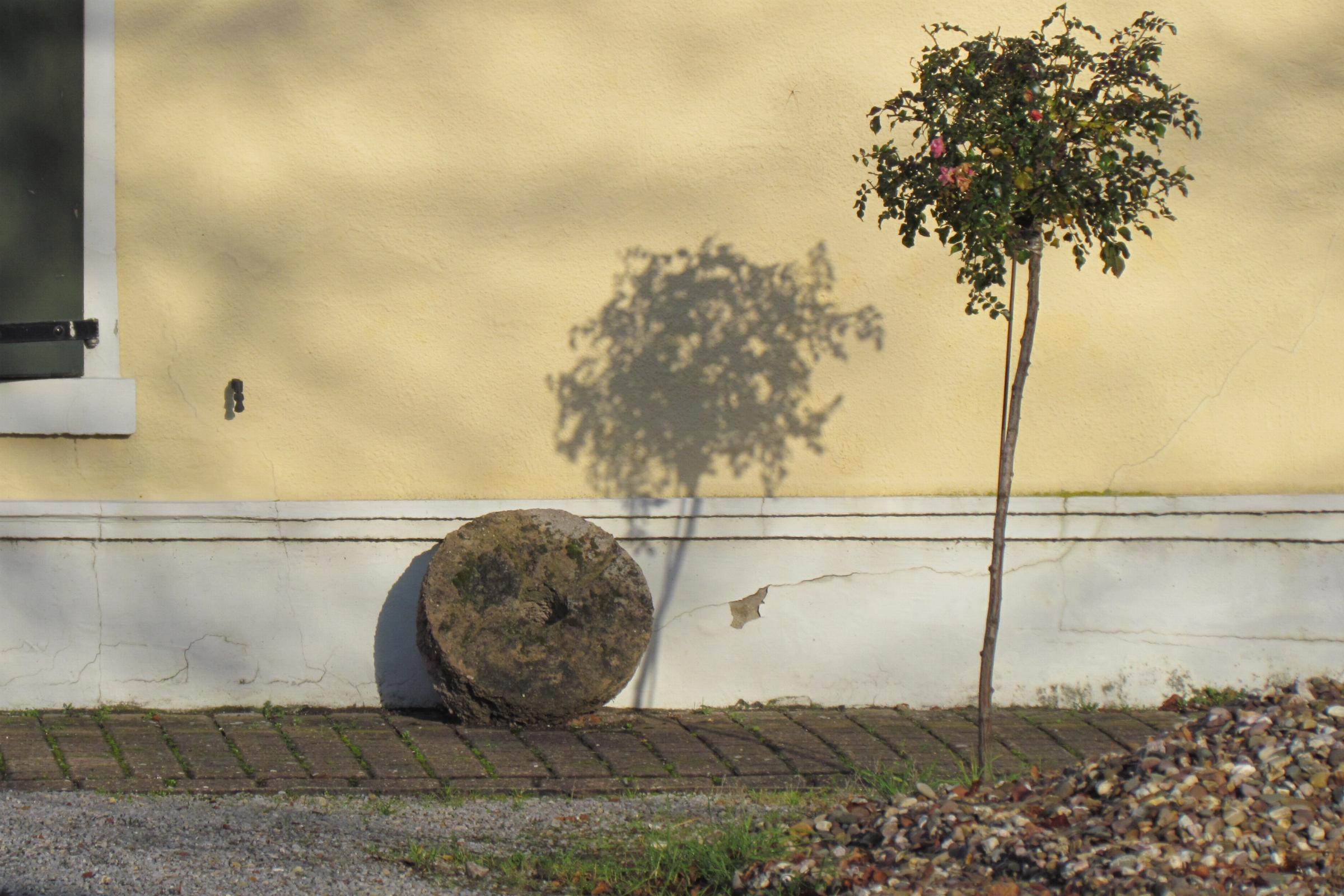
Alter Mühlstein an der Horster Mühle
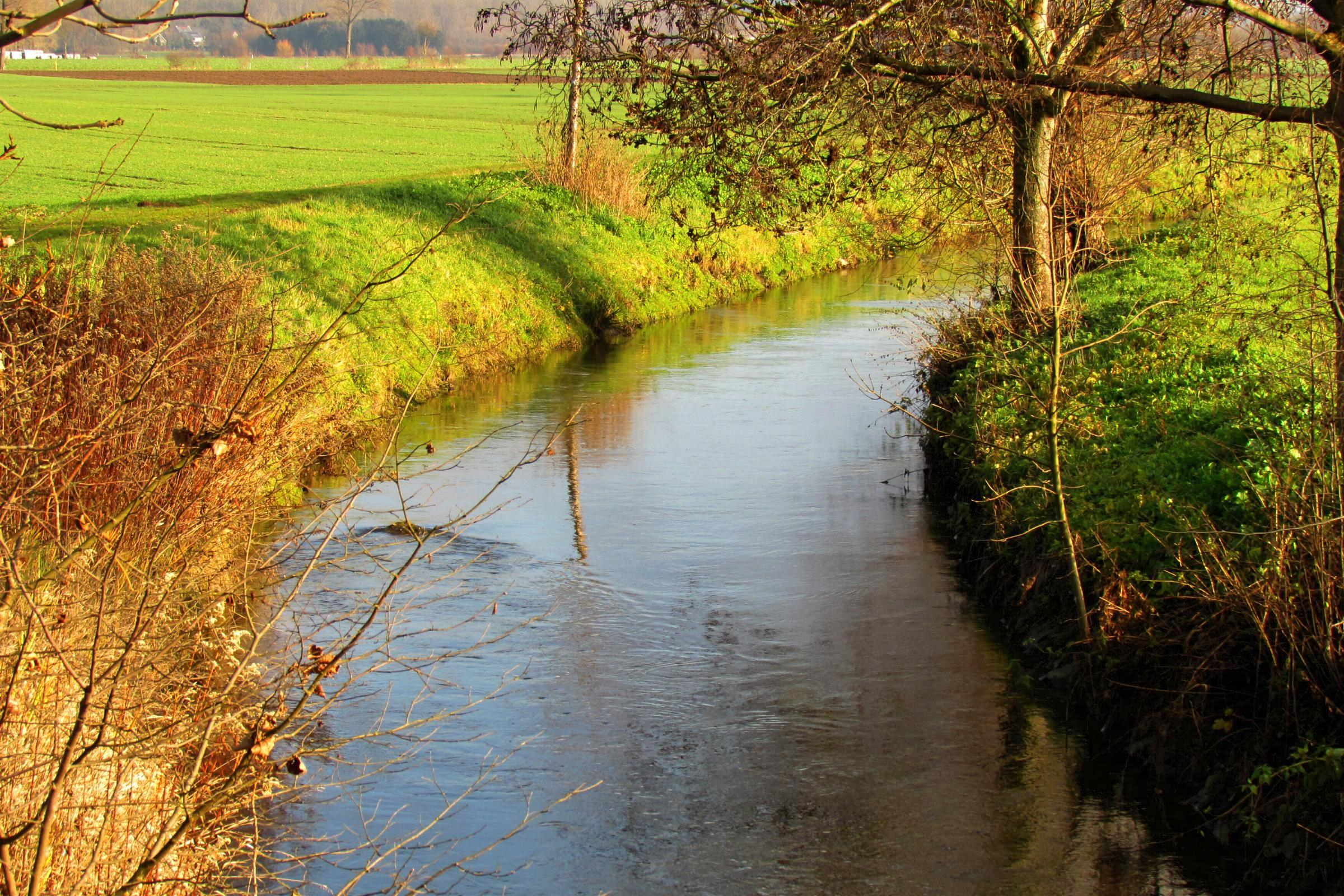
Die heutige Wurm unterhalb der Horster Mühle
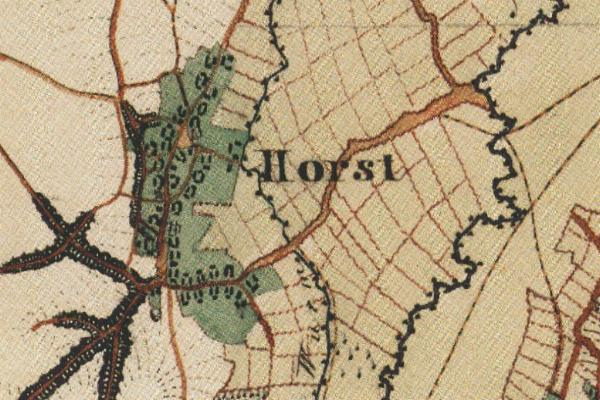
Horst auf der Uraufnahme von 1846
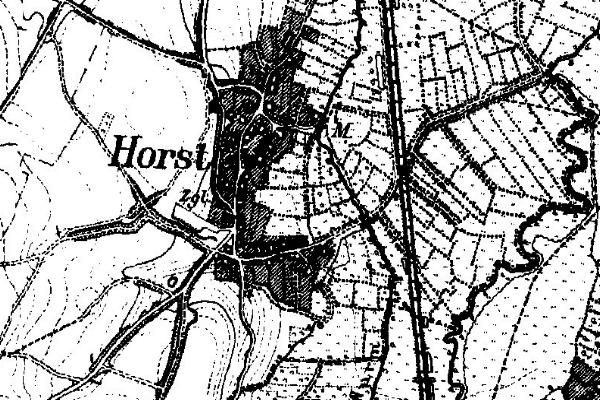
Horster Mühle auf der Neuaufnahme von 1892
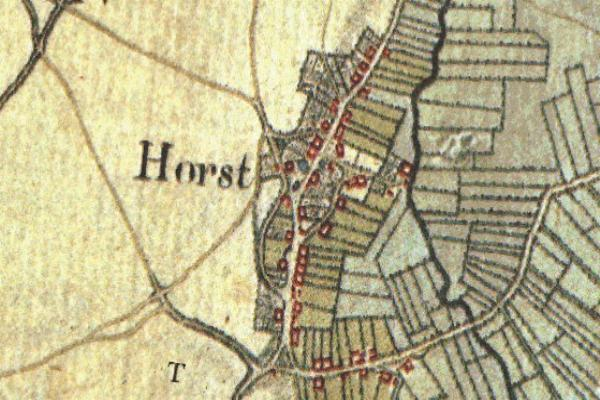
Horst auf der Tranchotkarte 1805/1807

→ Siehe auch Liste von Mühlen an der Wurm und ihren Zuflüssen